# Kràsnie Gorki
Kràsnie Gorki (en rus: Красные Горки) és un poble (possiólok) del krai de Perm, a Rússia, que pertany al districte rural de Bolxessosnovski. El 2010 tenia 18 habitants.